# Rose Tattoo (sang)
"Rose Tattoo" er en sang fra det amerikanske punkrockband Dropkick Murphys. Den blev oprindeligt udgivet som førstesinglen fra bandets ottende studiealbum, Signed and Sealed in Blood, den 7. november 2012. den blev genindspillet med vokaler fra Bruce Springsteen og genudgivet den 14. maj 2013 som en del af Rose Tattoo: For Boston Charity EP'en, der blev udgivet kort efter terrorangrebet under Boston marathon i april 2013. Der blev optaget en musikvideo til den oprindelige indspilning af sangen, som blev uploadet den 8. november 2012 på gruppens officielle YouTube-kanal. Versionen med Springsteen toppede som nummer 25 på Billboard Hot Rock Songs-hitlisten.

## Musikvideo
Den officielle musikvideo til sangen, som varer fem minutter og 32 sekunder, blev uploadet til Dropkick Murphys officielle YouTube-kanal den. 8. november 2012. Videoen, der er optaget i sort-hvid består af still-billeder og videoklip. Flere videoklip viser Dropkick Murphys der spiller og synger sangen i forskellige situationer. Der er flere billeder af folk med tatoveringer, da sangen handler om en persons mange tatoveringer.

## Spor

### Original single
| #  | Titel         | Længde |
| -- | ------------- | ------ |
| 1. | "Rose Tattoo" | 5:06   |

### Rose Tattoo: For Boston CharityEP
| 1.    | "Rose Tattoo" (featuring Bruce Springsteen) | 3:39 |
| 2.    | "Don't Tear Us Apart" (Live Acoustic)       | 3:50 |
| 3.    | "Jimmy Collins' Wake" (Live Acoustic)       | 3:50 |
| 11:19 |                                             |      |

## Hitlister
| Hitliste (2013)                | Højeste placering |
| ------------------------------ | ----------------- |
| USA Hot Rock Songs (Billboard) | 25                |

## Release history
| Område | Dato              | Pladeselskab | Format                    |
| ------ | ----------------- | ------------ | ------------------------- |
| USA    | 7. november, 2012 | Born & Bred  | Digital download (single) |
| USA    | 14. maj, 2013     | Born & Bred  | Digital download (EP)     |